# Ungdomsgäng
Ett ungdomsgäng är ett gäng bestående av ungdomar. Ungdomsgäng uppstår oftast ur fattiga och socialt svaga bostadsområden, trångboddhet och föräldrar med ett bristande engagemang. Av de ungdomar som är med i gäng är majoriteten pojkar.

## Gängkriminalitet
För ungdomsgäng kan brottslig verksamhet bli ett alternativ i miljöer där möjligheter till jobb om utbildning saknas. I den sociala gruppen uppstår värderingar, attityder och motiv, som genom social interaktion lärs och knyter samman gruppen. Ju mer inriktad gängbildningen blir på kriminell verksamhet, kommer det att påverka de sociala relationerna inom gruppen (se exempelvis Travis Hirschis teori om sociala band och Edwin Sutherlands differentiella associationer). Det ökar risken för att det gemensamma målet inom gruppen blir att endast begå brott.
I gänggemenskapen kan ungdomarna känna sig skyddade och starka. Kännetecknande för individerna inom kriminella ungdomsgäng är "låg självkänsla, våldsbenägenhet, en motsträvig inställning till föräldrar och andra vuxna och en motvilja mot vedertagna sociala regler."

### Notförteckning
1. 1 2 3 4  Brottsrummet 2013.
2. ↑  Hirschi 2002.
3. ↑  Sarnecki 2009.

### Källförteckning
- Brottsrummet (2013). Ungdomar och brott. Stockholm: Brottsförebyggande rådet. Arkiverad från originalet den 11 juli 2013. https://archive.is/20130711190641/http://www.brottsrummet.se/sv/ungdomar-och-brott. Läst 11 juli 2013
- Hirschi, Travis (2002) (på engelska). Causes of delinquency (9). New Brunswick, New Jersey: Transaction Publishers. Libris 5611997. ISBN 0-7658-0900-1. http://books.google.se/books?id=i13b00vhluoC&hl=sv&source=gbs_ViewAPI&printsec=frontcover&redir_esc=y#v=onepage&q&f=false
- Sarnecki, Jerzy (2009). Introduktion till kriminologi. Lund: Studentlitteratur. Libris 9055106. ISBN 91-44-01746-4